# Redução eidética
A redução eidética é uma técnica de estudo das essências na fenomenologia cujo objetivo é identificar os componentes básicos dos fenômenos. A redução eidética requer que um fenomenólogo examine a essência de um objeto mental, seja um simples ato mental, ou a própria unidade da consciência, com a intenção de extrair os componentes absolutamente necessários e invariáveis que tornam o objeto mental o que ele é. Isso é obtido pelo método conhecido como variação eidética. Envolve imaginar um objeto do tipo sob investigação e variar suas características. O recurso alterado não é essencial para este tipo se o objeto pode sobreviver a sua mudança, caso contrário, pertence à essência do tipo.